# Campionat d'Europa de futbol sala de la UEFA 2007
L'Eurocopa 2007 de futbol sala va ser la sisena edició d'aquesta competició organitzada per la UEFA i a nivell de seleccions nacionals.

## Seus
- Multiusos Gondomar Coração de Ouro
- Pavilhao Municipal Santo Tirso

## Àrbitres
- Alexandr REMIN (Belarús)
- Pascal LEMAL (Bèlgica)
- Edi SUNJIC (Croàcia)
- Karel HENYCH (República Txeca)
- Károly TÖRÖK (Hongria)
- Massimo CUMBO (Itàlia)
- Vladimir COLBASIUC (Moldàvia)
- Antonius VAN EEKELEN (Països Baixos)
- Antonio Jose FERNANDES CARDOSO (Portugal)
- Ivan SHABANOV (Rússia)
- Roberto GRACIA MARIN (Espanya)
- Oleg IVANOV (Ucraïna)

## Fase Final del torneig

### Fase de Grups

#### Grup A
| Pos | Equip           | Pts | G | E | P | GF | GC | Dif |
| --- | --------------- | --- | - | - | - | -- | -- | --- |
| 1   | Itàlia          | 7   | 2 | 1 | 0 | 11 | 1  | +10 |
| 2   | Portugal        | 7   | 2 | 1 | 0 | 8  | 3  | +5  |
| 3   | Romania         | 3   | 1 | 0 | 2 | 9  | 14 | -5  |
| 4   | República Txeca | 0   | 0 | 0 | 3 | 7  | 17 | -10 |

| Portugal | 0 – 0 | Itàlia |
| -------- | ----- | ------ |
|          |       |        |

| República Txeca                                            | 4 – 8 | Romania                                                                     |
| ---------------------------------------------------------- | ----- | --------------------------------------------------------------------------- |
| G. Dobre (pp) 15' T. Sluka 18' L. Rešetár 27' M. Mareš 30' |       | Matei 12', 37', (p) 40' Gherman 17' Lupu 23', 35' Molomfalean 24' Szöcs 32' |

| Itàlia                                                  | 7 – 1 | Romania     |
| ------------------------------------------------------- | ----- | ----------- |
| Morgado 2', 21', 23' Assis 6' Foglia 10', 19' Grana 26' |       | Gherman 14' |

| Portugal                                                         | 5 – 3 | República Txeca       |
| ---------------------------------------------------------------- | ----- | --------------------- |
| Ricardinho 7' Gonçalo 15' Arnaldo 20' Marcelinho 28' Formiga 36' |       | Mareš 1', 12' Frič 9' |

| Romania | 0 – 3 | Portugal                      |
| ------- | ----- | ----------------------------- |
|         |       | Ricardinho 1', 25' Leitão 34' |

| Itàlia                                       | 4 – 0 | República Txeca |
| -------------------------------------------- | ----- | --------------- |
| Zanetti 11' Foglia 23' Fabiano 32' Grana 36' |       |                 |

#### Grup B
| Pos | Equip   | Pts | G | E | P | GF | GC | Dif |
| --- | ------- | --- | - | - | - | -- | -- | --- |
| 1   | Espanya | 7   | 2 | 1 | 0 | 11 | 4  | +7  |
| 2   | Rússia  | 6   | 2 | 0 | 1 | 10 | 8  | +2  |
| 3   | Sèrbia  | 4   | 1 | 1 | 1 | 7  | 8  | -1  |
| 4   | Ucraïna | 0   | 0 | 0 | 3 | 5  | 13 | -8  |

| Espanya                                                          | 6 – 2 | Ucraïna             |
| ---------------------------------------------------------------- | ----- | ------------------- |
| Marcelo 15', 38' Kike 17' Álvaro 27' Jordi Torras 33' Daniel 35' |       | Cheporniuk 17', 27' |

| Sèrbia                   | 3 – 5 | Rússia                                             |
| ------------------------ | ----- | -------------------------------------------------- |
| Rajić 24', 31' Perić 26' |       | Cirilo 2', 15', 34' Khamadiev 24' Shayakhmetov 37' |

| Ucraïna            | 1 – 4 | Rússia                                                    |
| ------------------ | ----- | --------------------------------------------------------- |
| Khamadiev (pp) 35' |       | Khursov (pp) 20' Cirilo (p) 26' Shayakhmetov 27' Zuev 36' |

| Espanya    | 1 – 1 | Sèrbia    |
| ---------- | ----- | --------- |
| Andreu 18' |       | Rajić 40' |

| Rússia      | 1 – 4 | Espanya                                |
| ----------- | ----- | -------------------------------------- |
| Maevski '6' |       | Andreu 17' Daniel 20', 38' Marcelo 23' |

| Ucraïna                  | 2 – 3 | Sèrbia                       |
| ------------------------ | ----- | ---------------------------- |
| Cheporniuk 21' Sytin 24' |       | Rajić 5', 23' Cvetanović 14' |

### Eliminatòries

#### Semifinals
| Itàlia               | 2 – 0 | Rússia |
| -------------------- | ----- | ------ |
| Grana 3' Fabiano 31' |       |        |

| Espanya               | 2 – 2 | Portugal                   |
| --------------------- | ----- | -------------------------- |
| Daniel 36' Andreu 39' |       | Gonçalo 31' Ricardinho 35' |

|                                      |       | Penals                                                                  |  |
| Kike · Daniel · Jordi Torras · Ortiz | 4 – 3 | Ricardinho · saved' Joel Queirós · Marcelinho · Ivan · hit post' Leitão |  |

#### Tercer lloc
| Rússia                                | 3 – 2 | Portugal               |
| ------------------------------------- | ----- | ---------------------- |
| Cirilo 17' Fukin 18' Shayakhmetov 36' |       | Gonçalo 15' Leitão 36' |

#### Final
| Itàlia      | 1 – 3 | Espanya                                  |
| ----------- | ----- | ---------------------------------------- |
| Feller '30' |       | Marcelo 9' Daniel 22' Javi Rodríguez 27' |

## Màxim golejador
| Jugador       | Gols | Pais     |
| ------------- | ---- | -------- |
| Predrag Rajić | 5    | Sèrbia   |
| Cirilo        | 5    | Rússia   |
| Daniel        | 5    | Espanya  |
| Ricardinho    | 4    | Portugal |
| Marcelo       | 4    | Espanya  |